# Юнацька збірна Румунії з футболу (U-17)
Юнацька збірна Румунії з футболу (U-17) — національна футбольна збірна Румунії, що складається із гравців віком до 17 років. Керівництво командою здійснює Румунська футбольна федерація. До зміни формату юнацьких чемпіонатів Європи у 2001 році функціонувала як збірна до 16 років.
Головним континентальним турніром для команди є Юнацький чемпіонат Європи з футболу (U-17), успішний виступ на якому дозволяє отримати путівку на Чемпіонат світу (U-17). Також може брати участь у товариських і регіональних змаганнях.

## Юнацький чемпіонат Європи (U-17)
| Статистика фінальних турнірів | Статистика фінальних турнірів | Статистика фінальних турнірів | Статистика фінальних турнірів | Статистика фінальних турнірів | Статистика фінальних турнірів | Статистика фінальних турнірів | Статистика фінальних турнірів | Статистика відборів | Статистика відборів | Статистика відборів | Статистика відборів | Статистика відборів | Статистика відборів | Статистика відборів |
| Рік                           | Раунд                         | І                             | В                             | Н                             | П                             | Г+                            | Г-                            | Місце               | І                   | В                   | Н                   | П                   | Г+                  | Г-                  |
| ----------------------------- | ----------------------------- | ----------------------------- | ----------------------------- | ----------------------------- | ----------------------------- | ----------------------------- | ----------------------------- | ------------------- | ------------------- | ------------------- | ------------------- | ------------------- | ------------------- | ------------------- |
| 2002                          | не кваліфікувалася            | –                             | –                             | –                             | –                             | –                             | –                             | 3                   | 3                   | 1                   | 0                   | 2                   | 3                   | 3                   |
| 2003                          | не кваліфікувалася            | –                             | –                             | –                             | –                             | –                             | –                             | Раунд 1 2           | 3                   | 2                   | 0                   | 1                   | 13                  | 2                   |
| 2003                          | не кваліфікувалася            | –                             | –                             | –                             | –                             | –                             | –                             | Раунд 2 3           | 3                   | 1                   | 1                   | 1                   | 4                   | 5                   |
| 2004                          | не кваліфікувалася            | –                             | –                             | –                             | –                             | –                             | –                             | Раунд 1 2           | 3                   | 2                   | 0                   | 1                   | 6                   | 1                   |
| 2004                          | не кваліфікувалася            | –                             | –                             | –                             | –                             | –                             | –                             | Раунд 2 4           | 3                   | 0                   | 1                   | 2                   | 3                   | 6                   |
| 2005                          | не кваліфікувалася            | –                             | –                             | –                             | –                             | –                             | –                             | Раунд 1 2           | 3                   | 2                   | 0                   | 1                   | 5                   | 4                   |
| 2005                          | не кваліфікувалася            | –                             | –                             | –                             | –                             | –                             | –                             | Раунд 2 3           | 3                   | 1                   | 1                   | 1                   | 2                   | 2                   |
| 2006                          | не кваліфікувалася            | –                             | –                             | –                             | –                             | –                             | –                             | Раунд 1 2           | 3                   | 1                   | 1                   | 1                   | 4                   | 1                   |
| 2006                          | не кваліфікувалася            | –                             | –                             | –                             | –                             | –                             | –                             | Раунд 2 4           | 3                   | 1                   | 0                   | 2                   | 3                   | 6                   |
| 2007                          | не кваліфікувалася            | –                             | –                             | –                             | –                             | –                             | –                             | Раунд 1 3           | 3                   | 1                   | 1                   | 1                   | 4                   | 4                   |
| 2008                          | не кваліфікувалася            | –                             | –                             | –                             | –                             | –                             | –                             | Раунд 1 2           | 3                   | 1                   | 2                   | 0                   | 2                   | 1                   |
| 2008                          | не кваліфікувалася            | –                             | –                             | –                             | –                             | –                             | –                             | Раунд 2 2           | 3                   | 1                   | 2                   | 0                   | 4                   | 3                   |
| 2009                          | не кваліфікувалася            | –                             | –                             | –                             | –                             | –                             | –                             | Раунд 1 2           | 3                   | 2                   | 0                   | 1                   | 7                   | 4                   |
| 2009                          | не кваліфікувалася            | –                             | –                             | –                             | –                             | –                             | –                             | Раунд 2 3           | 3                   | 1                   | 1                   | 1                   | 2                   | 4                   |
| 2010                          | не кваліфікувалася            | –                             | –                             | –                             | –                             | –                             | –                             | Раунд 1 2           | 3                   | 2                   | 0                   | 1                   | 6                   | 4                   |
| 2010                          | не кваліфікувалася            | –                             | –                             | –                             | –                             | –                             | –                             | Раунд 2 4           | 3                   | 0                   | 1                   | 2                   | 4                   | 10                  |
| 2011                          | груповий етап                 | 3                             | 0                             | 1                             | 2                             | 1                             | 3                             | Раунд 1 1           | 3                   | 3                   | 0                   | 0                   | 12                  | 0                   |
| 2011                          | груповий етап                 | 3                             | 0                             | 1                             | 2                             | 1                             | 3                             | Раунд 2 1           | 3                   | 2                   | 1                   | 0                   | 4                   | 2                   |
| 2012                          | не кваліфікувалася            | –                             | –                             | –                             | –                             | –                             | –                             | Раунд 1 3           | 3                   | 0                   | 1                   | 2                   | 2                   | 4                   |
| 2013                          | не кваліфікувалася            | –                             | –                             | –                             | –                             | –                             | –                             | Раунд 1 3           | 3                   | 0                   | 1                   | 2                   | 2                   | 5                   |
| 2014                          | не кваліфікувалася            | –                             | –                             | –                             | –                             | –                             | –                             | Раунд 1 1           | 3                   | 3                   | 0                   | 0                   | 4                   | 0                   |
| 2014                          | не кваліфікувалася            | –                             | –                             | –                             | –                             | –                             | –                             | Раунд 2 3           | 3                   | 0                   | 1                   | 2                   | 0                   | 2                   |
| 2015                          | не кваліфікувалася            | –                             | –                             | –                             | –                             | –                             | –                             | Раунд 1 2           | 3                   | 2                   | 0                   | 1                   | 8                   | 3                   |
| 2015                          | не кваліфікувалася            | –                             | –                             | –                             | –                             | –                             | –                             | Раунд 2 4           | 3                   | 0                   | 0                   | 3                   | 1                   | 7                   |
| 2016                          | не кваліфікувалася            | –                             | –                             | –                             | –                             | –                             | –                             | Раунд 1 3           | 3                   | 1                   | 1                   | 1                   | 3                   | 5                   |
| 2017                          | не кваліфікувалася            | –                             | –                             | –                             | –                             | –                             | –                             | Раунд 1 4           | 3                   | 0                   | 0                   | 3                   | 1                   | 6                   |
| 2018                          | не визначено                  | –                             | –                             | –                             | –                             | –                             | –                             | не визначено –      | –                   | –                   | –                   | –                   | –                   | –                   |